# Sand (Bas-Rhin)
Pour les articles homonymes, voir Sand.
Sand est une commune française située dans la circonscription administrative du Bas-Rhin et, depuis le 1er janvier 2021, dans le territoire de la Collectivité européenne d'Alsace, en région Grand Est.
Cette commune se trouve dans la région historique et culturelle d'Alsace.

## Géographie
La commune est arrosée par la Scheer.

### Communes limitrophes
| Westhouse |      | Matzenheim |
|           | Sand |            |
| Benfeld   |      |            |

### Hydrographie

#### Réseau hydrographique
La commune est dans le bassin versant du Rhin au sein du bassin Rhin-Meuse. Elle est drainée par l'Ill, la Zembs, le ruisseau la Scheer, le ruisseau Hanfgraben, le ruisseau le Pulwergraben et le ruisseau Muhlkanal,.
L'Ill, d'une longueur de 217 km, prend sa source dans la commune de Winkel et se jette  dans le Grand Canal d'Alsace à Offendorf, après avoir traversé 68 communes. Les caractéristiques hydrologiques de l'Ill sont données par la station hydrologique située sur la commune d'Osthouse. Le débit moyen mensuel est de 38,1 m3/s. Le débit moyen journalier maximum est de 260 m3/s, atteint lors de la crue du 16 janvier 2004. Le débit instantané maximal est quant à lui de 277 m3/s, atteint le 7 janvier 2018.
La Zembs, d'une longueur de 25 km, prend sa source dans la commune de Hilsenheim et se jette  dans le canal d'alimentation de l'Ill à Nordhouse, après avoir traversé onze communes. Les caractéristiques hydrologiques de la Zembs [Ried] sont données par la station hydrologique située sur la commune de Herbsheim. Le débit moyen mensuel est de 1,6 m3/s. Le débit moyen journalier maximum est de 8,07 m3/s, atteint lors de la crue du 6 février 2021. Le débit instantané maximal est quant à lui de 8,24 m3/s, atteint le même jour.
La Scheer, d'une longueur de 40 km, prend sa source dans la commune de Scherwiller et se jette  dans l'Andlau à Fegersheim, après avoir traversé 20 communes. 

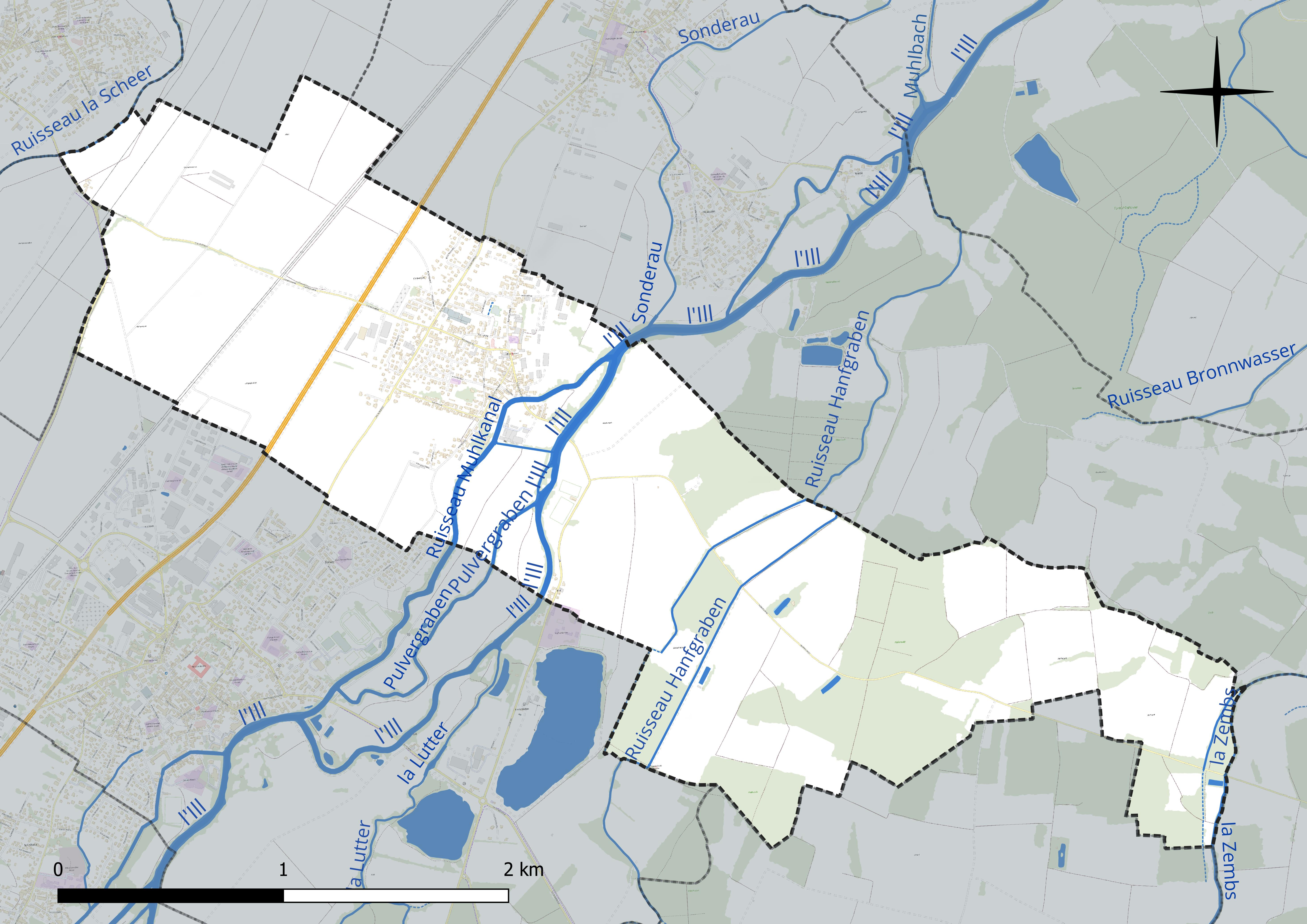
Réseau hydrographique de Sand.

#### Gestion et qualité des eaux
Le territoire communal est couvert par le schéma d'aménagement et de gestion des eaux (SAGE) « Ill Nappe Rhin ». Ce document de planification concerne la nappe phréatique rhénane, les cours d'eau de la plaine d'Alsace et du piémont oriental du Sundgau, les canaux situés entre l'Ill et le Rhin et les zones humides de la plaine d'Alsace. Le périmètre s’étend sur 3 596 km2. Il a été approuvé le 17 janvier 2005. La structure porteuse de l'élaboration et de la mise en œuvre est la région Grand Est. 
La qualité des cours d’eau peut être consultée sur un site dédié géré par les agences de l’eau et l’Agence française pour la biodiversité.

#### Risques d'inondation
La vallée de l'Ill comme l'ensemble du département a connu plusieurs inondations importantes. On peut citer au 20e siècle, les crues de 1910, 1919, 1947, 1955, 1983 et 1990 notamment qui ont causé de nombreux dégâts (destructions de ponts, inondations de zones industrielles et d’ agglomérations). Les inondations de l'Ill ont lieu essentiellement en période hivernale et printanière à la suite de pluies abondantes parfois associées à la fonte du manteau neigeux. Les crues de 1983 et de 1990 ont présenté une période de retour entre 20 et 50 ans. Afin d'anticiper et de gérer une éventuelle inondation, un Plan de prévention des risques d'inondation de l'lll  a été approuvé par arrêté préfectoral le 30 janvier 2020. 
56 % de la superficie du ban communal sont concernés par le risque inondation. Toute la partie est du territoire de Sand est en zone inondable. Il s’agit de zones naturelles et agricoles préservées pour l'expansion des crues. Les parties urbanisées à l’est du village de Sand sont touchées par les zones inondables (aléas faible ou moyen avec quelques rares poches d’aléa fort) : au sud-est des rues de Benfeld et du 1er-Décembre et les secteurs rue du Canal, rue du Gal-Leclerc et Faubourg-de-la-Douane. Le quartier rue de Panama est également concerné par de l’aléa faible ou moyen, mais ce sont essentiellement des bâtiments agricoles.

### Climat
Pour des articles plus généraux, voir Climat du Grand Est et Climat du Bas-Rhin.
En 2010, le climat de la commune est de type climat des marges montargnardes, selon une étude du Centre national de la recherche scientifique s'appuyant sur une série de données couvrant la période 1971-2000. En 2020, Météo-France publie une typologie des climats de la France métropolitaine dans laquelle la commune est exposée à un climat semi-continental et est dans la région climatique  Alsace, caractérisée par une pluviométrie faible, particulièrement en automne et en hiver, un été chaud et bien ensoleillé, une humidité de l’air basse au printemps et en été, des vents faibles et des brouillards fréquents en automne (25 à 30 jours). 
Pour la période 1971-2000, la température annuelle moyenne est de 10,5 °C, avec une amplitude thermique annuelle de 17,7 °C. Le cumul annuel moyen de précipitations est de 644 mm, avec 8,1 jours de précipitations en janvier et 9,9 jours en juillet. Pour la période 1991-2020, la température moyenne annuelle observée sur la station météorologique de Météo-France la plus proche, « Strasbourg-Entzheim », sur la commune d'Entzheim à 17 km à vol d'oiseau, est de 11,4 °C et le cumul annuel moyen de précipitations est de 635,7 mm. 
La température maximale relevée sur cette station est de 38,9 °C, atteinte le 25 juillet 2019 ; la température minimale est de −23,6 °C, atteinte le 23 janvier 1942,,. 
Les paramètres climatiques de la commune ont été estimés pour le milieu du siècle (2041-2070) selon différents scénarios d'émission de gaz à effet de serre à partir des nouvelles projections climatiques de référence DRIAS-2020. Ils sont consultables sur un site dédié publié par Météo-France en novembre 2022.

## Urbanisme

### Typologie
Au 1er janvier 2024, Sand est catégorisée ceinture urbaine, selon la nouvelle grille communale de densité à sept niveaux définie par l'Insee en 2022.
Elle appartient à l'unité urbaine de Matzenheim, une agglomération intra-départementale regroupant deux  communes, dont elle est une commune de la banlieue,,. Par ailleurs la commune fait partie de l'aire d'attraction de Strasbourg (partie française), dont elle est une commune de la couronne,. Cette aire, qui regroupe 268 communes, est catégorisée dans les aires de 700 000 habitants ou plus (hors Paris),.

### Occupation des sols
L'occupation des sols de la commune, telle qu'elle ressort de la base de données européenne d’occupation biophysique des sols Corine Land Cover (CLC), est marquée par l'importance des territoires agricoles (73,4 % en 2018), en diminution par rapport à 1990 (74,5 %). La répartition détaillée en 2018 est la suivante : terres arables (63,6 %), forêts (16,6 %), zones urbanisées (9,6 %), prairies (5,7 %), zones agricoles hétérogènes (4,2 %), mines, décharges et chantiers (0,3 %), zones industrielles ou commerciales et réseaux de communication (0,1 %). L'évolution de l’occupation des sols de la commune et de ses infrastructures peut être observée sur les différentes représentations cartographiques du territoire : la carte de Cassini (XVIIIe siècle), la carte d'état-major (1820-1866) et les cartes ou photos aériennes de l'IGN pour la période actuelle (1950 à aujourd'hui).

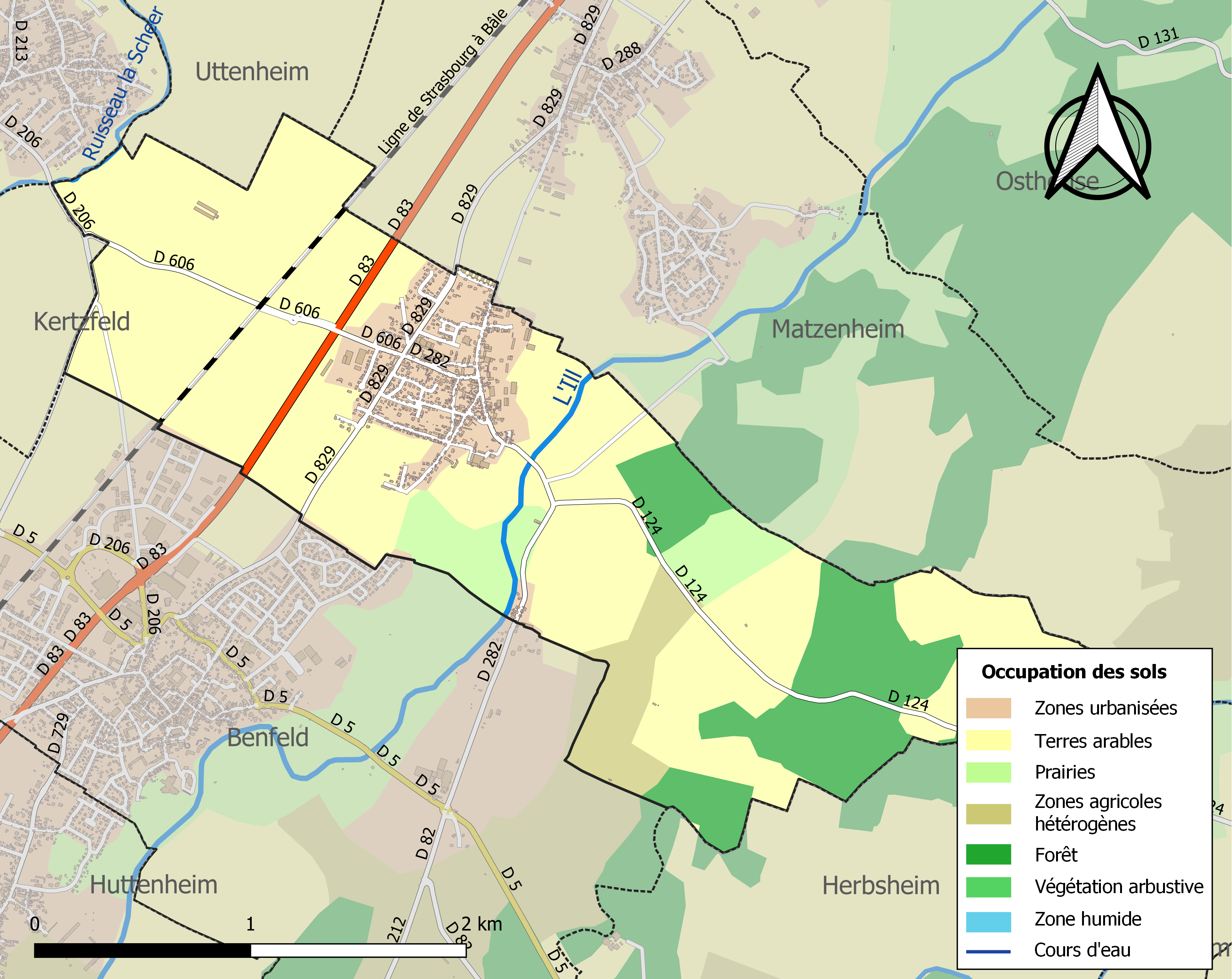
Carte des infrastructures et de l'occupation des sols de la commune en 2018 (CLC).

## Histoire
À l'époque gallo-romaine, le hameau d'Ehl, situé sur le territoire de la commune de Sand (23 km au sud de Strasbourg), était sous le nom de Hellelum un important centre religieux et administratif. Le bourg appartenait à la cité des Triboques dont la capitale était Brocomagus (Brumath). Les Triboques étaient des Celtes tardivement installés en Basse-Alsace qui avaient été alliés d'Arioviste dans ses menées à l'ouest du Rhin (vers 62-58 av. J.-C.).
Hellelum comprenait un très grand sanctuaire, des administrations douanières (péage sur l'Ill) et fiscales et un atelier de frappe de monnaies. Un détachement de la VIIIe Légion romaine y était basé en permanence, avec des camps fortifiés de protection avancée situés à Nordhouse, Sundhouse, Westhouse et Osthouse. La ville a été rasée par Rome en 96 apr. J.-C. à la suite de troubles politiques liés à l'assassinat de l'empereur Domitien (rébellion d'une partie de l'armée qui était notamment stationnée à Hellelum).

### Héraldique
| Blason de Sand (Bas-Rhin) | Blason  | D'azur à l'aigle d'or. |
| Blason de Sand (Bas-Rhin) | Détails |                        |

## Politique et administration

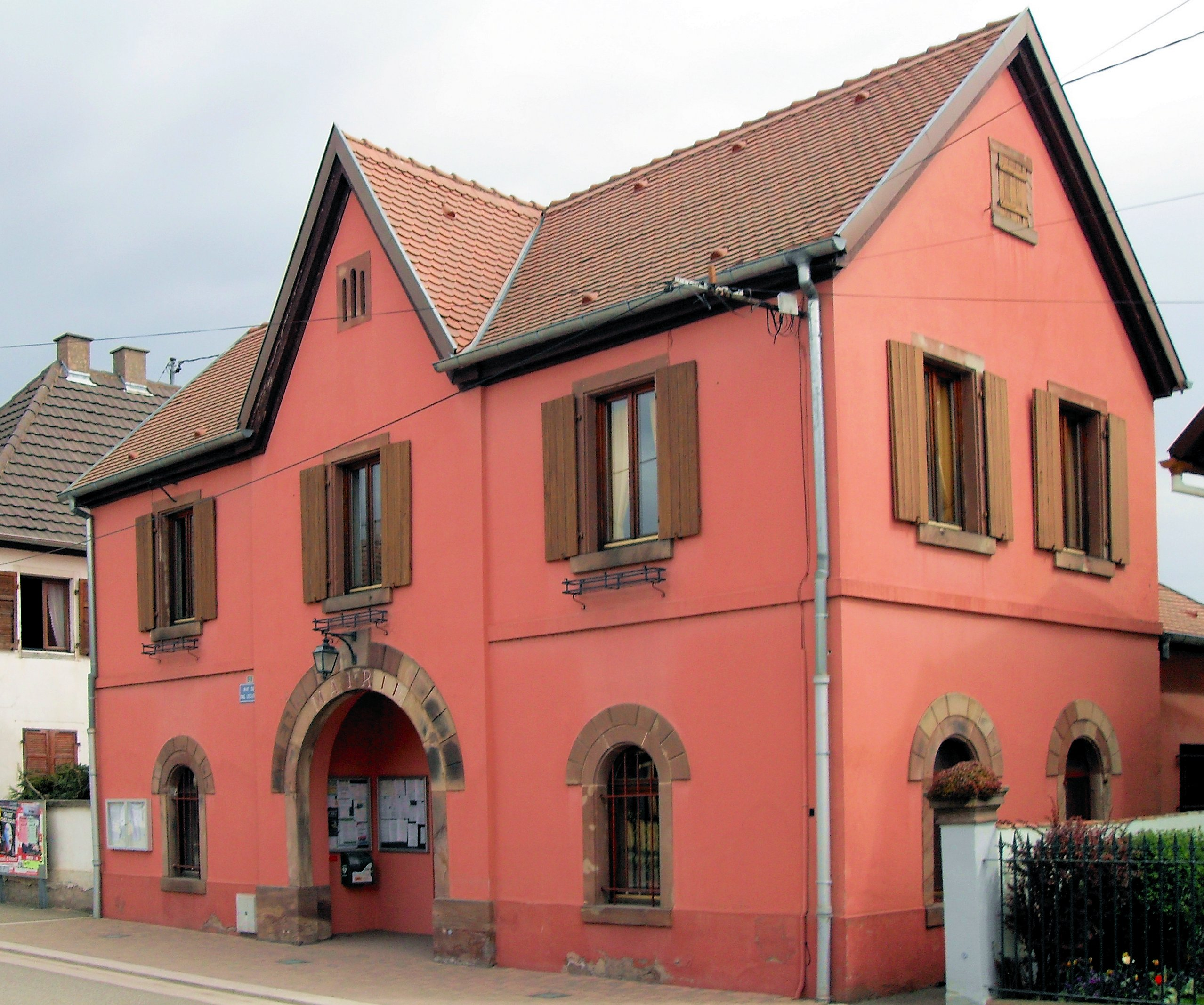
La mairie de Sand.

| Période                                  | Période                   | Identité                                      | Étiquette | Qualité |
| ---------------------------------------- | ------------------------- | --------------------------------------------- | --------- | --- |
| Les données manquantes sont à compléter. |                           |                                               |           | |
| mars 2001                                | En cours (au 31 mai 2020) | Denis Schultz, Réélu pour le mandat 2020-2026 | UDI       | Cadre supérieur Conseiller départemental d'Erstein (2015 → ) Président de la CC de Benfeld et environs (2014 → 2016) |

## Démographie
L'évolution du nombre d'habitants est connue à travers les recensements de la population effectués dans la commune depuis 1793. Pour les communes de moins de 10 000 habitants, une enquête de recensement portant sur toute la population est réalisée tous les cinq ans, les populations de référence des années intermédiaires étant quant à elles estimées par interpolation ou extrapolation. Pour la commune, le premier recensement exhaustif entrant dans le cadre du nouveau dispositif a été réalisé en 2008.

En 2022, la commune comptait 1 413 habitants, en évolution de +14,32 % par rapport à 2016 (Bas-Rhin : +3,17 %, France hors Mayotte : +2,11 %).
| 1793 | 1800 | 1806 | 1821 | 1831 | 1836 | 1841 | 1846 | 1851 |
| ---- | ---- | ---- | ---- | ---- | ---- | ---- | ---- | ---- |
| 473  | 508  | 517  | 583  | 643  | 720  | 692  | 785  | 791  |

| 1856 | 1861 | 1866 | 1871 | 1875 | 1880 | 1885 | 1890 | 1895 |
| ---- | ---- | ---- | ---- | ---- | ---- | ---- | ---- | ---- |
| 809  | 820  | 853  | 850  | 851  | 883  | 846  | 821  | 818  |

| 1900 | 1905 | 1910 | 1921 | 1926 | 1931 | 1936 | 1946 | 1954 |
| ---- | ---- | ---- | ---- | ---- | ---- | ---- | ---- | ---- |
| 825  | 786  | 806  | 745  | 719  | 715  | 724  | 712  | 726  |

| 1962 | 1968 | 1975 | 1982 | 1990 | 1999  | 2006  | 2008  | 2013  |
| ---- | ---- | ---- | ---- | ---- | ----- | ----- | ----- | ----- |
| 711  | 685  | 735  | 762  | 941  | 1 073 | 1 137 | 1 156 | 1 140 |

| 2018  | 2022  | - | - | - | - | - | - | - |
| ----- | ----- | - | - | - | - | - | - | - |
| 1 330 | 1 413 | - | - | - | - | - | - | - |

## Lieux et monuments
- Source phréatique Saint-Materne où celui-ci aurait baptisé 3 000 païens.

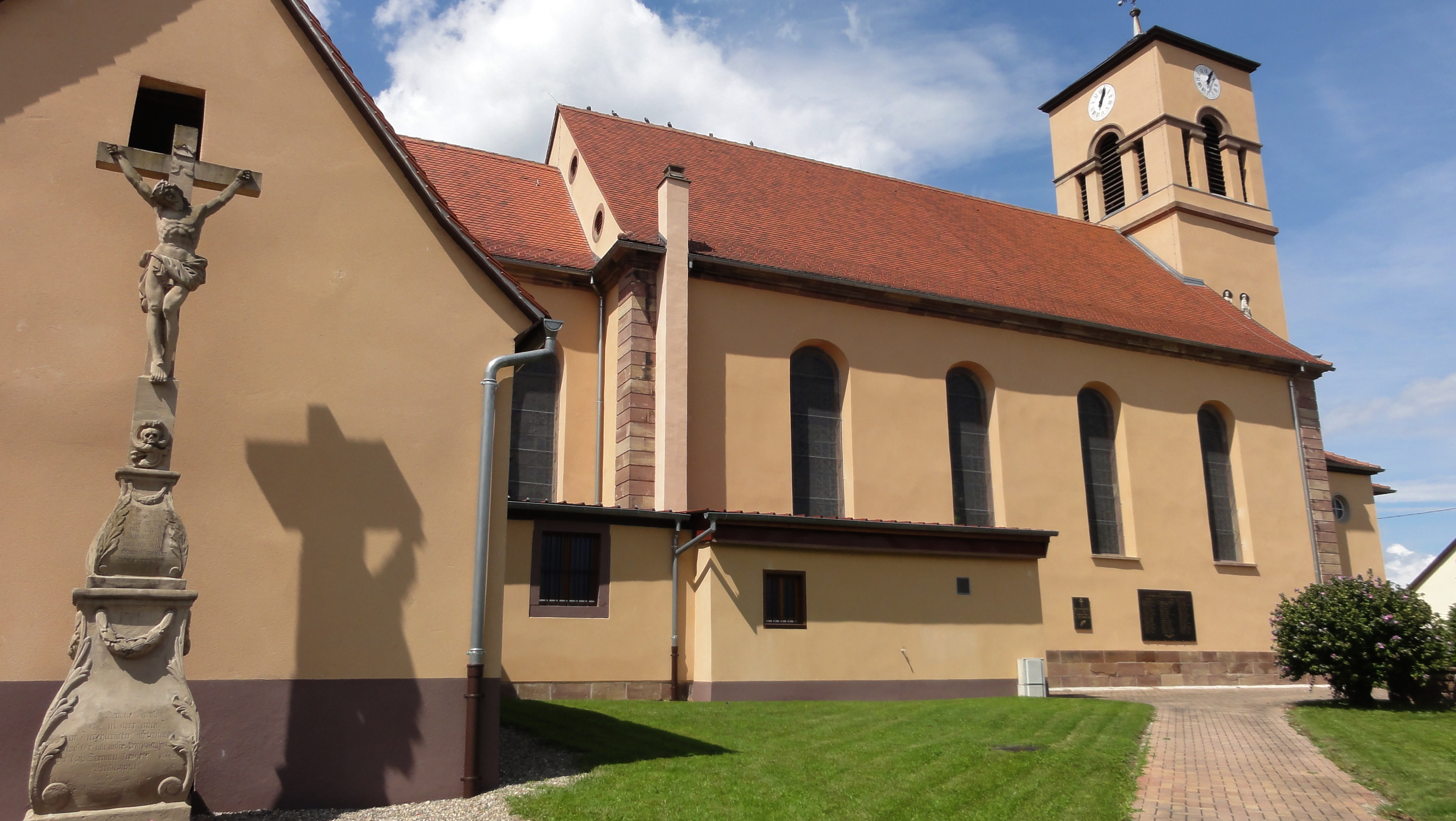
Église Saint-Martin.
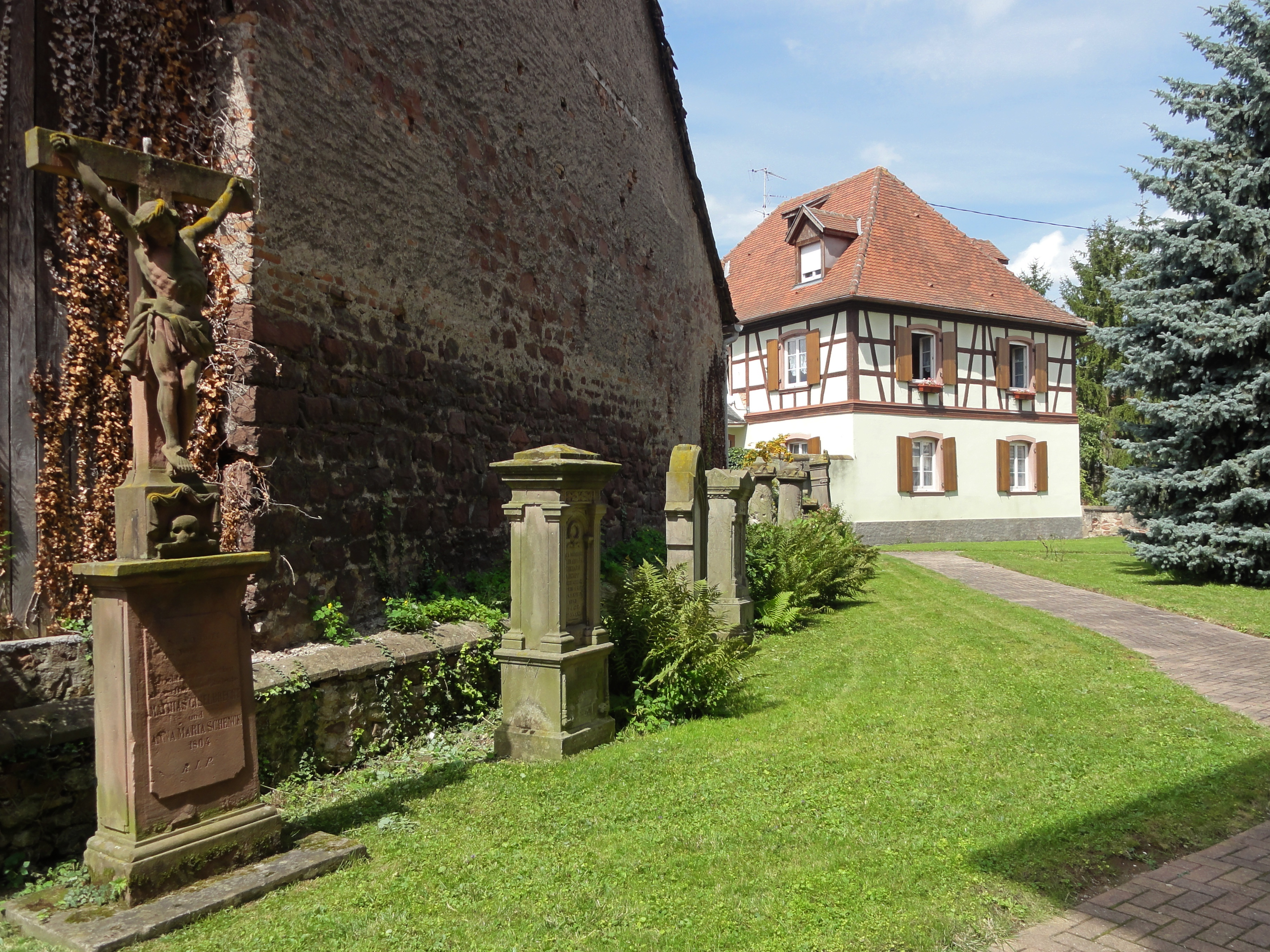
Presbytère (XIXe).
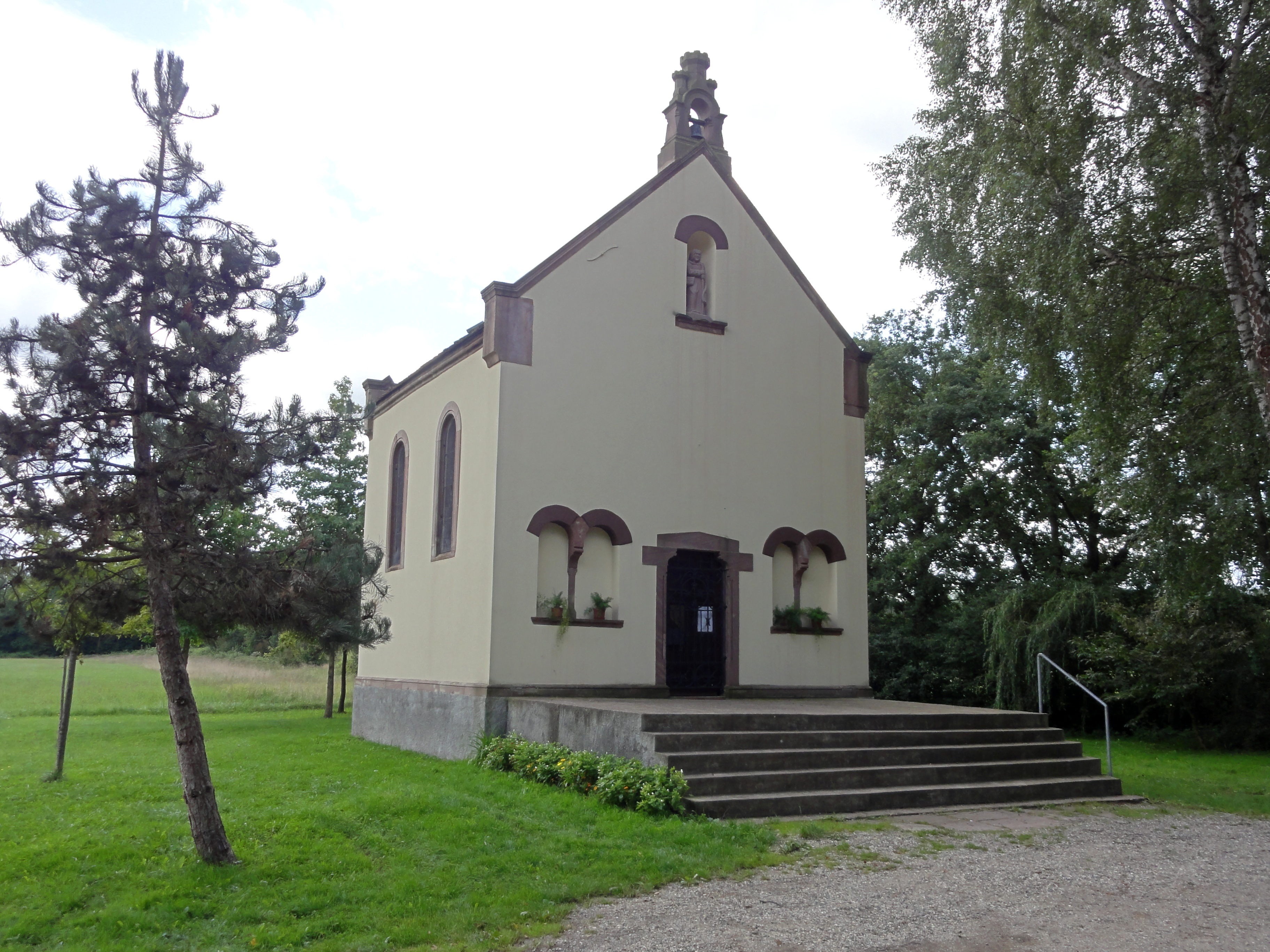
Chapelle Saint-Materne (1883).